# Loviisa
Loviisa (en sueco: Lovisa) es una localidad y municipio con 14 741 habitantes (31 de marzo de 2021) de la costa sur de Finlandia. Cerca del 38 % de la población habla sueco.
El municipio cubre un área de 1751,58 kilómetros cuadrados, de los cuales 931,96 km² son agua. La densidad demográfica es de 19,01 habitantes por kilómetro cuadrado.
Loviisa fue fundada en 1745, como una fortaleza contra Rusia, la mayoría de las construcciones han sido preservadas. El municipio recibe su nombre por Lovisa Ulrika, reina sueca, esposa del rey Adolfo Federico de Suecia.
En Loviisa está situado uno de los dos generadores de energía nuclear de Finlandia, el otro se localiza en Olkiluoto. La planta nuclear de Loviisa consiste de dos VVER, cada uno de 488 MWe.

## Política
Los resultados de las elecciones parlamentarias de Finlandia de 2011 en Loviisa fueron los siguientes:
- Partido del Pueblo Sueco: 36,1 %
- Partido Socialdemócrata: 18,7 %
- Verdaderos Finlandeses: 15,3 %
- Partido de Coalición Nacional: 13,1 %
- Alianza de la Izquierda: 6,1 %
- Liga Verde: 4,1 %
- Partido de Centro: 3,8 %
- Demócratas Cristianos: 1,4 %

## Relaciones Internacionales
Loviisa es ciudad hermana de:
- Haapsalu, Estonia
- Hillerød, Dinamarca
- Horten, Noruega
- Karlskrona, Suecia
- Ólafsfjörður, Islandia
- Paks, Hungría
- Kahramanmaras, Turquía
- Varash, Ucrania